# Gruit
 (février 2021).
Si vous disposez d'ouvrages ou d'articles de référence ou si vous connaissez des sites web de qualité traitant du thème abordé ici, merci de compléter l'article en donnant les références utiles à sa vérifiabilité et en les liant à la section « Notes et références ».

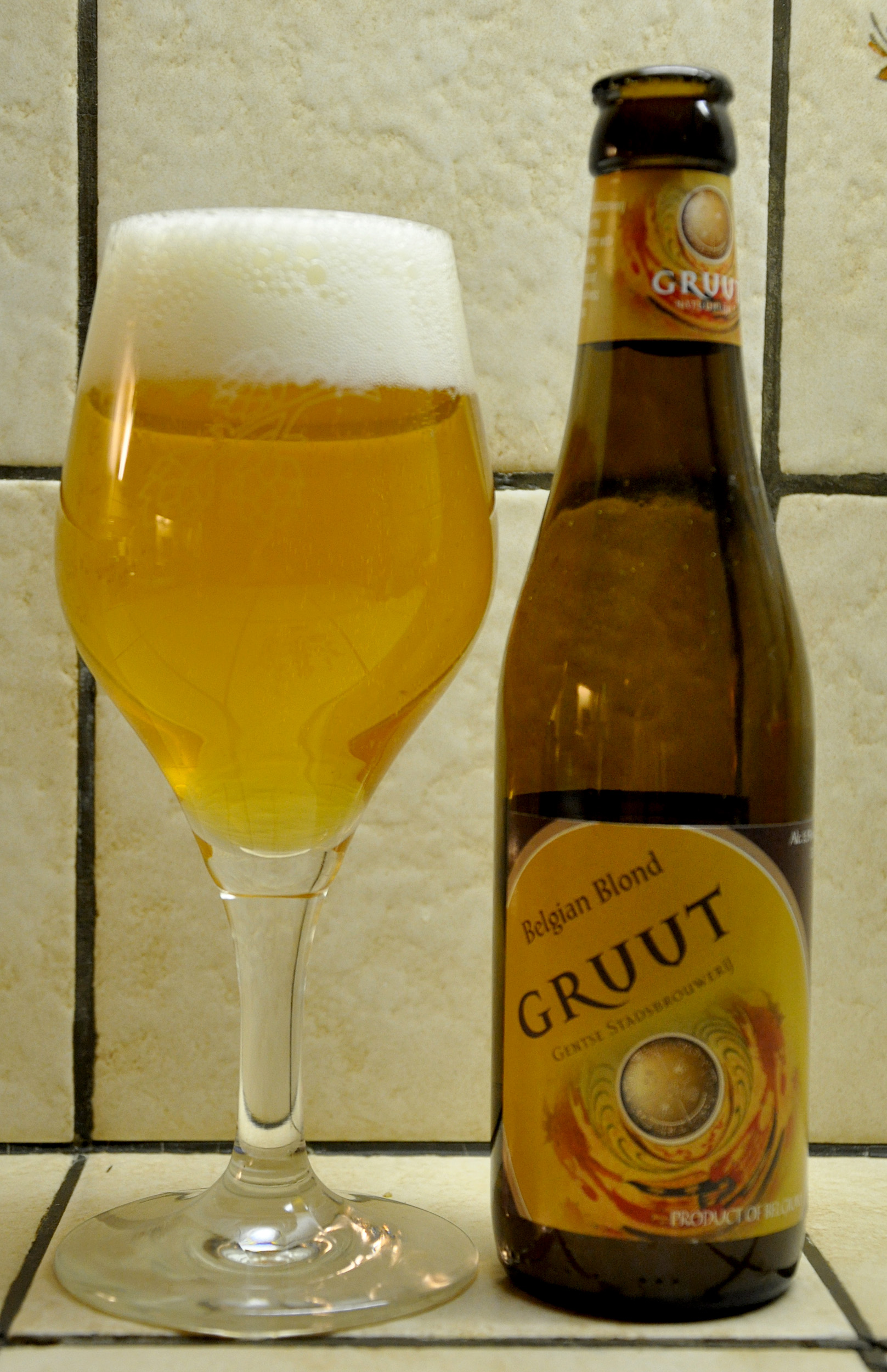
Gruit blond

Le gruit (du moyen néerlandais gruyte ; en français gruau) est un mélange ancestral de plantes sauvages courant au Moyen Âge. Il servait principalement en tant qu'additif conservateur dans la cervoise et la bière au Pays-Bas, en France, en Belgique et en Allemagne. Le gruit a également été apprécié pour améliorer la couleur et le goût de la bière.

## Histoire
Une première référence au gruit se trouve dans un texte du Xe siècle qui évoque le gruitrecht, soit le droit de produire, vendre et distribuer le gruit. Sous le règne de Charlemagne le droit de brasser était devenu un privilège royal. Cette prérogative a été transférée au gruitrecht, une pratique réservée aux souverains. L'effondrement du pouvoir centralisé des rois qui a suivi la chute de l'Empire carolingien a mené à la distribution du gruitrecht à des comtes et des évêques. Au XIIe siècle, des dettes croissantes ont poussé un grand nombre de comtes et d'évêques à transférer le gruitrecht aux individus et aux cités.
Même si la bière houblonnée existait depuis longtemps, l'utilisation généralisée du houblon coïncide avec l'expansion de la production de bière et l'urbanisation croissante de la fin du XIVe siècle. Ce contexte a favorisé l'houblon en tant qu'ingrédient non-taxé, et la propriété de conservation supérieure du houblon lui permettait une grande popularité au sein des brasseurs et commerçants. Face à cette concurrence, l'utilisation du gruit s'est progressivement estompée en faveur d'une production quasi exclusive de la bière houblonée.

## Composition
Puisque l'utilisation du gruit dans le brassage de bière a été une obligation légale sous le gruitrecht, sa composition représente un secret soigneusement gardé par les fabricants de l'époque. Le mélange précis variait suivant les producteurs, mais même si la recette exacte reste un mystère des textes historiques nous permettent d'identifier les ingrédients clés :
- le piment royal, connu également sous le nom de myrte des marais ou myrique baumier (Myrica gale) ;
- l'achillée millefeuille (Achillea millefolium) ;
- le lédon des marais, ou lédum palustre (Rhododendron tomentosum) ;
- le sermontain, ou laser siler (Laserpitium siler) ;
- la résine de pin[4].

À ces plantes, les brasseurs ont ajouté du gingembre, de l'anis, de la cannelle, de la cerise, du romarin, du miel ou encore des épices venant d'Orient. On recense une soixantaine de plantes dans tous les écrits des brasseurs.